# 五十猛
五十猛（いそたけ）は、島根県大田市の地域。五十猛まちづくりセンターの管轄区域で、五十猛町にあたる。

## 概要
地名は素戔嗚尊（スサノオノミコト）の子である五十猛命（イタケルノミコト/イソタケルノミコト）が当地に上陸したことに因む。旧邇摩郡。726年（神亀3年）に「磯竹」と改称。1889年（明治22年）に再び「五十猛」と改称される。1956年（昭和31年）に大田市に編入。
「日本書紀」によれば素戔嗚尊は五十猛命らとともに新羅から出雲に渡ったとされており、町内の韓神新羅神社や五十猛神社は出雲神話に由来するものである。
東部・鉱山地区では三井金属資源開発(株)石見鉱業所によって土壌改良材となる ゼオライト（商品名「イワミライト」「MGイワミライト」）が採掘されている。